# Papieska elekcja 1287–1288

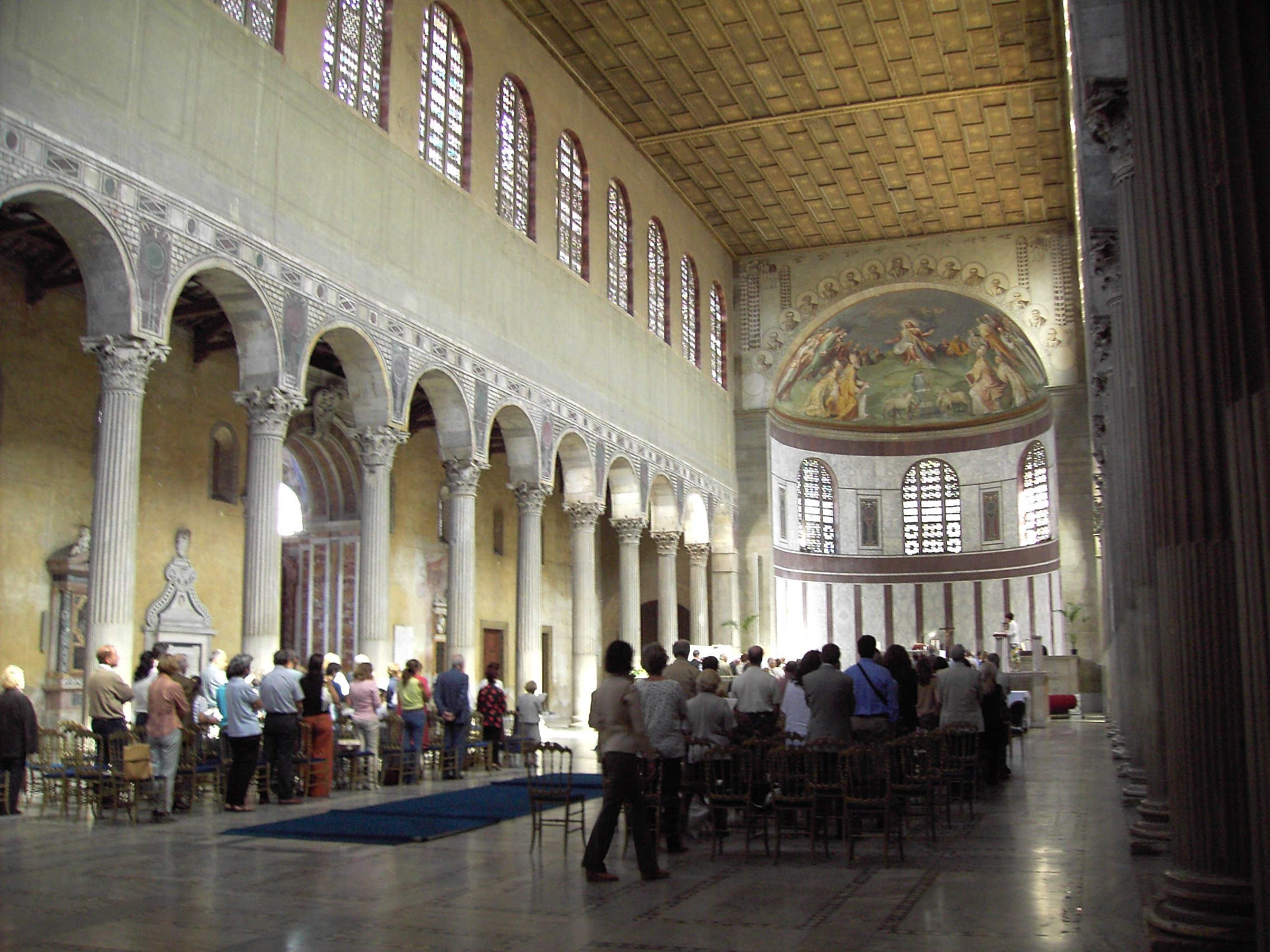
Kościół św. Sabiny w Rzymie, gdzie odbywała się elekcja

Papieska elekcja 4 kwietnia 1287 – 22 lutego 1288 – odbyła się po śmierci Honoriusza IV i zakończyła się wyborem Mikołaja IV, pierwszego papieża z zakonu franciszkanów.

## Lista uczestników
Honoriusz IV zmarł 3 kwietnia 1287 w Rzymie na malarię. W wyborze jego następcy początkowo brało udział trzynastu z szesnastu kardynałów, jednak aż pięciu zmarło w trakcie tej elekcji. Ostatecznie w wyborze nowego papieża wzięło więc udział ośmiu  kardynałów (siedmiu  Włochów i Francuz):
- Bentivenga da Bentivengi OFM (nominacja kardynalska: 12 marca 1278) – kardynał biskup Albano; prymas Świętego Kolegium Kardynałów; penitencjariusz większy
- Latino Malabranca Orsini OP (12 marca 1278) – kardynał biskup Ostia e Velletri
- Girolamo Masci OFM (12 marca 1278) – kardynał biskup Palestriny
- Bernard de Languissel (12 kwietnia 1281) – kardynał biskup Porto e Santa Rufina; komendatariusz kościoła prezbiterialnego S. Prassede
  - † Hugh of Evesham (12 kwietnia 1281) – kardynał prezbiter S. Lorenzo in Lucina; protoprezbiter Świętego Kolegium Kardynałów (zmarł 27 lipca 1287)
  - † Gervais Jeancolet de Clinchamp (12 kwietnia 1281) – kardynał prezbiter Ss. Silvestro e Martino (zmarł we wrześniu 1287)
- Conte Casate (12 kwietnia 1281) – kardynał prezbiter Ss. Marcellino e Pietro
  - † Geoffroy de Bar (12 kwietnia 1281) – kardynał prezbiter S. Susanna (zmarł 19 września 1287)
  - † Goffredo da Alatri (24 grudnia 1261) – kardynał diakon S. Giorgio in Velabro; protodiakon Świętego Kolegium Kardynałów (zmarł w maju 1287)
- Matteo Orsini Rosso (31 maja 1262) – kardynał diakon S. Maria in Portico; komendatariusz kościoła prezbiterialnego S. Maria in Trastevere; archiprezbiter bazyliki watykańskiej; od maja 1287 protodiakon Świętego Kolegium Kardynałów
  - † Giordano Orsini (12 marca 1278) – kardynał diakon S. Eustachio (zmarł 8 września 1287)
- Giacomo Colonna (12 marca 1278) – kardynał diakon S. Maria in Via Lata; komendatariusz kościoła prezbiterialnego S. Marcello i diakonii S. Maria in Aquiro
- Benedetto Caetani (12 kwietnia 1281) – kardynał diakon S. Nicola in Carcere Tulliano; komendatariusz kościoła prezbiterialnego Ss. IV Coronati

Pięciu elektorów mianował Mikołaj III, sześciu Marcin IV, dwóch Urban IV.

### Nieobecni
Trzech kardynałów (dwóch Włochów i Francuz) było nieobecnych:
- Giovanni Boccamazza (22 grudnia 1285) – kardynał biskup Tusculum; legat papieski w Niemczech, Polsce, Danii i Szwecji
- Gerardo Bianchi (12 marca 1278) – kardynał biskup Sabiny; legat papieski w królestwie Sycylii
- Jean Cholet (12 kwietnia 1281) – kardynał prezbiter S. Cecilia; legat papieski we Francji i Hiszpanii; od 27 lipca 1287 protoprezbiter Świętego Kolegium Kardynałów

Boccamazza był nominatem Honoriusza IV, Gerardo Bianchi Mikołaja III, a Jean Cholet Mikołaja IV.

## Przebieg elekcji
13 kardynałów zebrało się w pałacu koło kościoła S. Sabina w Rzymie następnego dnia po śmierci Honoriusza IV. Z uwagi na silny antagonizm między rodami Orsini i Colonna przez kilka miesięcy głosowania nie przynosiły rezultatu a żadna ze stron nie wydawała się skłonna do kompromisu. Jednocześnie przez cały czas w mieście szalała epidemia malarii, która zbierała żniwo także wśród elektorów. Od maja do września zmarło aż pięciu kardynałów, a więc 1/3 stanu osobowego Świętego Kolegium. W tym stanie rzeczy pozostali kardynałowie podjęli decyzję o zawieszeniu obrad, a następnie wszyscy (z wyjątkiem Girolamo Masci) wyjechali z Rzymu.

### Wybór Mikołaja IV
Wznowienie obrad nastąpiło dopiero w połowie lutego następnego roku z udziałem zalewie ośmiu kardynałów. Tym razem elektorzy szybko doszli do porozumienia i 15 lutego 1288 jednogłośnie wybrali w pisemnym głosowaniu biskupa Palestriny Girolamo Masci, który jako jedyny nie opuścił Rzymu po zawieszeniu obrad we wrześniu poprzedniego roku. Kardynał Girolamo Masci początkowo odmówił wprawdzie przyjęcia tiary, ale kardynałowie unieważnili jego odmowę i 22 lutego wybrali go ponownie. Tym razem elekt uległ i zaakceptował wybór, stając się pierwszym papieżem z zakonu franciszkanów. Przyjął imię Mikołaj IV, na cześć Mikołaja III, który mianował go kardynałem. Jeszcze tego samego dnia nowy papież został uroczyście intronizowany.